# Eufòria (programa de televisió)
Eufòria és un concurs de talents musical que pretén trobar el millor cantant novell de Catalunya. Es va emetre per primera vegada el 3 de març de 2022 per TV3, amb una participació prevista de 15 cantants a la primera edició, que al final en foren 16 (vegeu Eufòria 1). En la segona temporada, en canvi, de bon inici hi hagué 16 concursants (vegeu Eufòria 2).
En la primera temporada del programa, la Mariona Escoda en va ser la guanyadora i va rebre com a premis: un contracte discogràfic amb Música Global per a iniciar una carrera artística professional, que es va efectuar el 18 de juliol; acompanyar en Miki Núñez a la cançó d'estiu de TV3, amb la cançó «Llums de mitjanit»; i participar en el disc de La Marató de TV3. En «Triquell» fou el subcampió amb la Núria López com a 3a finalista d'Eufòria 1.
En la segona temporada del programa, La Jim guanyà el programa i rebé com a premis: un contracte discogràfic per a iniciar una carrera artística professional, acompanyar en Lildami a la cançó de l'estiu de TV3 i Catalunya Ràdio, participar en dos festivals l'estiu de 2023 i actuar amb en Miki Núñez en la presentació del seu disc. La Carla fou la subcampiona i l'Alèxia la 3a finalista d'Eufòria 2.
També fan un concert anomenat Eufòria, El Concert que sempre s'ha fet al Palau Sant Jordi les 3 temporades d’Eufòria on els Concursants eliminats i no eliminats canten cançons de diferents artistes

## Dinàmica
En la primera temporada, els participants es divideixen en grups de quatre, de manera que mentre un interpreta la seva cançó com a solista, els tres membres restants fan les veus secundàries del cor. El programa incorpora un espai anomenat «VAR musical», on el director musical i la resta d'entrenadors valoren les veus dels cors i tenen el poder de salvar algun concursant o de revocar alguna decisió del jurat.
En cada gala ha estat expulsat un concursant, tret de la inicial, en què en foren quatre. Això no obstant, a la setena es presenta l'oportunitat a tots els eliminats d'Eufòria fins al moment de reinserir-s'hi en una insòlita gala de repesca.
En la segona temporada, la dinàmica del programa anà canviant durant el transcurs de la temporada amb gales al revés, del públic i noves maneres de votar.

## Càsting
Per a la primera temporada d'Eufòria, el procés de selecció d'aspirants a aconseguir un contracte discogràfic va ser molt ampli. Segons va explicar el director del programa, consistia en dues fases. A la primera va detallar que «s'hi van presentar 1 500 persones i en vam seleccionar 90, 20 més de les que teníem previstes, però vam ser incapaços de reduir aquest nombre, pel gran nivell que tenien». En canvi, a la segona, va explicar que «els coaches van estar tres dies amb els concursants i els van posar a prova», de manera que «van passar de 90 a 40 el primer dia, el segon en van restar 25, i d'aquí en van sortir els 15 definitius [tot i que finalment en van ser 16]».

## Temporades
| Temporada | Temporada | Dates                | Dates              | Guanyador            | Audiències  | Audiències  | Audiències        | Audiències | Audiències | Ref.   |
| Temporada | Temporada | Estrena              | Final              | Guanyador            | Espectadors | Esp. totals | Quota de pantalla | La final   | La final   | Ref.   |
| --------- | --------- | -------------------- | ------------------ | -------------------- | ----------- | ----------- | ----------------- | ---------- | ---------- | ------ |
|           | Eufòria 1 | 3 de març de 2022    | 17 de juny de 2022 | Mariona Escoda       | 332 000     | 3 974 000   | 19,1%             | 472 000    | 29,7 %     | [ 14 ] |
|           | Eufòria 2 | 23 de febrer de 2023 | 9 de juny de 2023  | Jimena Gómez («Jim») | 336 000     | 2 293 000   | 20,4 %            | 410 000    | 26,2 %     | [ 15 ] |
|           | Eufòria 3 | 1 de març de 2024    | 31 de maig de 2024 | Lluís                |             |             |                   |            |            |        |
|           | Eufòria 4 |                      |                    |                      |             |             |                   |            |            |        |

## Producció i equip
El programa està produït per TV3 i la productora Veranda TV, amb la col·laboració del Departament de Cultura de la Generalitat de Catalunya. El concurs està presentat per na Marta Torné i en Miki Núñez, i els membres del jurat són n'Elena Gadel, en Lildami i en Marc Clotet. En la gala 12, la segona semifinal, n'Elena Gadel no va poder assistir al programa i, en lloc seu, va assistir-hi na Nina.
A més a més, integren l'equip en Tono Hernández, director del programa, i els preparadors (també anomenats coaches): Jordi Cubino (director musical), Daniel Anglès (veu), Albert Sala i Aina Casanovas (coreografia) i Carol Rovira (interpretació). Així mateix, les retransmissions fetes a través de la xarxa social Twitch van anar a càrrec d'en Long Li Xue durant la setmana. Unes setmanes més tard, s'hi va afegir Xènia Casado per a la retransmissió del divendres d'abans, durant i després de la gala setmanal.
En la segona temporada d'Eufòria, Carol Rovira ja no fou la professora d'interpretació i el seu lloc l'ocupà Paula Malia. Amb el començament dels càstings finals, es va anunciar que Clara Luna participaria en la segona edició com a coach de veu acompanyada de Daniel Anglès, Albert Sala i Jordi Cubino en l'equip de coaches. A més, Marta Torné i Miki Nuñez repetiren com a presentadors a Eufòria 2.
El 13 de febrer, TV3 anuncià que l'Elena Gadel i en Lildami repetirien com a jurat en Eufòria 2, però sense en Marc Clotet que fou substituït per na Carol Rovira, coach d'interpretació en la primera temporada.

A la tercera temporada hi hagué canvis tant en el jurat com en els preparadors (o coaches). La Carol Rovira continuà com a membre del jurat amb dues noves cares, n'Alfred Garcia i n'Albert Sala, antic coreògraf de les dues primeres temporades.

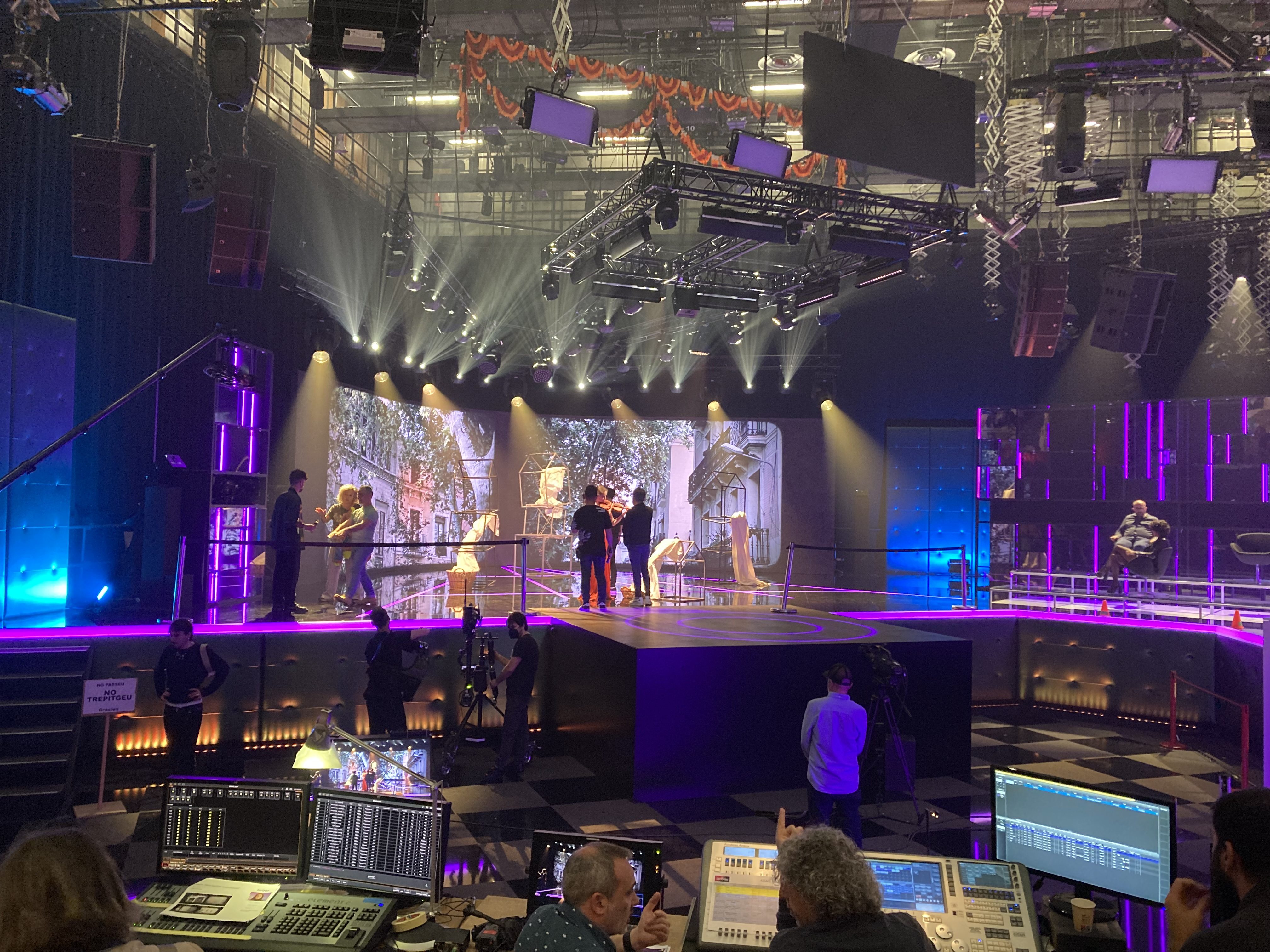
Plató d'Eufòria.

### Presentadors
|             | Eufòria 1 | Eufòria 2 | Eufòria 3 | Eufòria 4 |
| Any         | 2022      | 2023      | 2024      | 2026      |
| ----------- | --------- | --------- | --------- | --------- |
| Miki Núñez  |           |           |           |           |
| Marta Torné |           |           |           |           |

### Jurat
|               | Eufòria 1 | Eufòria 2 | Eufòria 3 | Eufòria 4 |
| Any           | 2022      | 2023      | 2024      | 2026      |
| ------------- | --------- | --------- | --------- | --------- |
| Elena Gadel   |           |           |           |           |
| Lildami       |           |           |           |           |
| Marc Clotet   |           |           |           |           |
| Nina          | *gala 12  |           |           |           |
| Carol Rovira  |           |           |           |           |
| Alfred Garcia |           |           |           |           |
| Albert Sala   |           |           |           |           |

*Substituta de l'Elena Gadel en la gala 12 (segona semifinal).

### Coaches(preparadors)
|                   | Eufòria 1         | Eufòria 2         | Eufòria 3               | Eufòria 4 |
| Any               | 2022              | 2023              | 2024                    | 2026      |
| ----------------- | ----------------- | ----------------- | ----------------------- | --------- |
| Jordi Cubino      | Productor musical | Productor musical | Productor musical       |           |
| Daniel Anglès     | Director artístic | Director artístic | Cap de preparadors      |           |
| Daniel Anglès     | Veu               |                   |                         |           |
| Clara Luna        |                   | Veu               | Veu i assessora musical |           |
| Albert Sala       | Coreògraf         | Coreògraf         | Jurat                   |           |
| Aina Casanovas    | Coreògrafa        | Coreògrafa        |                         |           |
| Natalia Palomares |                   |                   | Coreògrafa              |           |
| Carol Rovira      | Interpretació     |                   |                         |           |
| Paula Malia       |                   | Interpretació     |                         |           |
| Alfons Nieto      |                   |                   | Interpretació           |           |

## Concursants

### Concursants de la primera temporada (Eufòria 1)
Per a la primera temporada del concurs foren elegits 16 cantants:
| Núm. | Concursant                | Edat | Residència             | Posició                        |
| ---- | ------------------------- | ---- | ---------------------- | ------------------------------ |
| 1    | Mariona Escoda            | 20   | Valls                  | Guanyadora                     |
| 2    | Cesc Fuentes («Triquell») | 21   | Sant Quirze del Vallès | 2n Finalista                   |
| 3    | Núria López               | 26   | Olot                   | 3a Finalista                   |
| 4    | Pedro da Costa            | 25   | Campo Grande, Brasil   | 4t Semifinalista               |
| 5    | Edu Esteve                | 29   | Badalona               | 9è Expulsat / 5è Semifinalista |
| 6    | Clara Sánchez («Scorpio») | 20   | Barcelona              | 6a Semifinalista               |
| 7    | Clàudia Xiva              | 19   | Amposta                | 5è Expulsat / 12è Expulsat     |
| 8    | Joan Liaño Cruz           | 19   | Granollers             | 11è Expulsat                   |
| 9    | Estela Rodríguez          | 25   | Ripollet               | 10è Expulsat                   |
| 10   | Chung-Man Kim             | 27   | Premià de Mar          | 8è Expulsat                    |
| 11   | Llum                      | 18   | Mataró                 | 7è Expulsat                    |
| 12   | Laura Gibert              | 17   | Lloret de Mar          | 6è Expulsat                    |
| 13   | Nerea Royo                | 20   | Malgrat de Mar         | 4t Expulsat                    |
| 14   | Alvert Martos             | 20   | Mataró                 | 3r Expulsat                    |
| 15   | Pep Muntanyola            | 23   | Barcelona              | 2n Expulsat                    |
| 16   | Looa Ansa                 | 17   | Premià de Mar          | 1r Expulsat                    |

### Concursants de la segona temporada (Eufòria 2)
Per a la segona temporada del concurs foren elegits 16 cantants (en dos capítols diferents):
| Núm. | Concursant            | Edat | Residència                | Posició                      |
| ---- | --------------------- | ---- | ------------------------- | ---------------------------- |
| 1    | Jimena Gómez («Jim»)  | 20   | Granollers                | Guanyadora                   |
| 2    | Carla Miralda         | 23   | Terrassa                  | 2a Finalista                 |
| 3    | Alèxia Pascual        | 21   | Constantí                 | 3a Finalista                 |
| 4    | Sofia Coll            | 24   | Barcelona                 | 4ta Semifinalista            |
| 5    | Tomás Guzmán          | 17   | Sort                      | 5è Semifinalista             |
| 6    | Elena Escorcia        | 21   | Palma                     | 6a Semifinalista             |
| 7    | Paula Costas          | 25   | L'Hospitalet de Llobregat | 2a Expulsada / 12a Expulsada |
| 8    | Carlos González       | 23   | Sabadell                  | 8è Expulsat / 11è Expulsat   |
| 9    | Claudia Inés          | 16   | Badalona                  | 10a Expulsada                |
| 10   | Jan Esteve            | 20   | Albons                    | 9è Expulsat                  |
| 11   | Domènec Bis           | 24   | Barcelona                 | 7è Expulsat                  |
| 12   | Emmi Manukyan         | 17   | Barcelona                 | 6a Expulsada                 |
| 13   | Natalia Revilla       | 19   | Sabadell                  | 5a Expulsada                 |
| 14   | Neizan Martín («Nei») | 19   | Castelldefels             | 4t Expulsat                  |
| 15   | Héctor Miguel         | 26   | Manlleu                   | 3r Expulsat                  |
| 16   | Ethan Barea           | 21   | Guissona                  | 1r Expulsat                  |

### Concursants de la tercera temporada (Eufòria 3)
A la tercera temporada del concurs foren elegits 16 cantants (en dos capítols diferents):
| Núm. | Concursant       | Edat | Residència               | Posició                        |
| ---- | ---------------- | ---- | ------------------------ | ------------------------------ |
| 1    | Lluís Sánchez    | 28   | Lleida                   | Guanyador                      |
| 2    | Maria Subirà     | 26   | Barcelona                | 2a Finalista                   |
| 3    | Julien Leone     | 30   | Perpinyà                 | 3r Finalista                   |
| 4    | Míriam («Misty») | 24   | Els Pallaresos           | 4ta Semifinalista              |
| 5    | Valeria Tapia    | 18   | Pallejà                  | 5è Semifinalista               |
| 6    | Fredrik Strand   | 24   | Llançà                   | 7è Expulsat / 6è semifinalista |
| 7    | Xavi Noms        | 20   | Mataró                   | 11è Expulsat                   |
| 8    | Aina da Silva    | 22   | Calella                  | 10a Expulsada                  |
| 9    | Lluna Guzmán     | 16   | Viladecans               | 9a Expulsada                   |
| 10   | Alba («Bita»)    | 22   | Barcelona                | 8a Expulsada                   |
| 11   | Pau Culleré      | 21   | Balaguer                 | 6è Expulsat                    |
| 12   | Rangel Owny      | 28   | Hostalric                | 5è Expulsat                    |
| 13   | Yuk Bambo        | 30   | Vallirana                | 4t Expulsat                    |
| 14   | Dounia Zolati    | 29   | Els Hostalets de Balenyà | 3a Expulsada                   |
| 15   | Tamara Rasero    | 24   | Santa Coloma de Gramenet | 2a Expulsada                   |
| 16   | Hugo Marlo       | 23   | Viladrau                 | 1r Expulsat                    |

### Concursants per territori
| Territori      | Concursants |
| -------------- | ----------- |
| Barcelona      | 32          |
| Girona         | 6           |
| Lleida         | 4           |
| Tarragona      | 4           |
| Illes Balears  | 1           |
| Catalunya Nord | 1           |

## Llengua de les cançons

### Llengua de les cançons de la primera temporada (Eufòria 1)
| Idioma                                 | Cançons en solitari , en parella i grupals | Cançons en solitari , en parella i grupals | Cançons d'Artista convidat | Cançons d'Artista convidat | Cançons en Total | Cançons en Total |
| Idioma                                 | N Cançons                                  | % Cançons                                  | N Cançons                  | % Cançons                  | N Cançons        | % Cançons        |
| -------------------------------------- | ------------------------------------------ | ------------------------------------------ | -------------------------- | -------------------------- | ---------------- | ---------------- |
| Anglès                                 | 63                                         | 50%                                        | 2                          | 16,67%                     | 65               | 47,14%           |
| Català                                 | 50                                         | 39,68%                                     | 6                          | 50%                        | 56               | 40,57%           |
| Castellà                               | 9                                          | 7,16%                                      | 3                          | 25%                        | 12               | 8,69%            |
| Italià                                 | 1                                          | 0,79%                                      | --                         | --                         | 1                | 0,72%            |
| Castellà i Anglès                      | 1                                          | 0,79%                                      | --                         | --                         | 1                | 0,72%            |
| Català i Anglès                        | 1                                          | 0,79%                                      | 1                          | 8,33%                      | 2                | 1,44%            |
| Portuguès , Català , Castellà i Anglès | 1                                          | 0,79%                                      | --                         | --                         | 1                | 0,72%            |
| Total                                  | 126                                        | 100%                                       | 12                         | 100%                       | 138              | 100%             |

### Llengua de les cançons de la segona temporada (Eufòria2)
| Idioma                     | Cançons en solitari , en parella i grupals | Cançons en solitari , en parella i grupals | Cançons d'Artista convidat | Cançons d'Artista convidat | Cançons en Total | Cançons en Total |
| Idioma                     | N Cançons                                  | % Cançons                                  | N Cançons                  | % Cançons                  | N Cançons        | % Cançons        |
| -------------------------- | ------------------------------------------ | ------------------------------------------ | -------------------------- | -------------------------- | ---------------- | ---------------- |
| Anglès                     | 71                                         | 55,47%                                     | 1                          | 5,88%                      | 72               | 49,67%           |
| Català                     | 44                                         | 34,37%                                     | 12                         | 70,60%                     | 56               | 38,62%           |
| Castellà                   | 9                                          | 7,04%                                      | 1                          | 5,88%                      | 10               | 6,89%            |
| Francès                    | 1                                          | 0,78%                                      | ---                        | ---                        | 1                | 0,69%            |
| Italià                     | 1                                          | 0,78%                                      | ---                        | ---                        | 1                | 0,69%            |
| Castellà i Anglès          | 1                                          | 0,78%                                      | ---                        | ----                       | 1                | 0,69%            |
| Català i Anglès            | 1                                          | 0,78%                                      | 1                          | 5,88%                      | 2                | 1,37%            |
| Català i Castellà          | ---                                        | ---                                        | 1                          | 5,88%                      | 1                | 0,69%            |
| Català , Castellà i Anglès | ---                                        | ---                                        | 1                          | 5,88%                      | 1                | 0,69%            |
| Total                      | 128                                        | 100%                                       | 17                         | 100%                       | 145              | 100%             |

### Llengua de les cançons de la tercera temporada (Eufòria3)
| Idioma               | Cançons en solitari i grupals | Cançons en solitari i grupals | Cançons d'Artista convidat | Cançons d'Artista convidat | Cançons en Total | Cançons en Total |
| Idioma               | N Cançons                     | % Cançons                     | N Cançons                  | % Cançons                  | N Cançons        | % Cançons        |
| -------------------- | ----------------------------- | ----------------------------- | -------------------------- | -------------------------- | ---------------- | ---------------- |
| Anglès               | 57                            | 52,60%                        | 1                          | 6,25%                      | 58               | 47,70%           |
| Català               | 42                            | 39,25%                        | 10                         | 81,25%                     | 52               | 43,70%           |
| Castellà             | 5                             | 3,70%                         | 2                          | 12,50%                     | 7                | 4,64%            |
| Francès              | 2                             | 1,49%                         | ---                        | ---                        | 2                | 1,32%            |
| Italià               | 1                             | 0,74%                         | ---                        | ---                        | 1                | 0,66%            |
| Japonès              | 1                             | 0,74%                         | ---                        | ----                       | 1                | 0,66%            |
| Castellà i Portuguès | 1                             | 0,74%                         | ---                        | ---                        | 1                | 0,66%            |
| Català i Anglès      | 1                             | 0,74%                         | ---                        | ---                        | 1                | 0,66%            |
| Total                | 135                           | 100%                          | 16                         | 100%                       | 151              | 100%             |

### Llengua de les cançons (de totes les temporades)
| Idioma                                 | Cançons en solitari i grupals | Cançons en solitari i grupals | Cançons d'Artista convidat | Cançons d'Artista convidat | Cançons en Total | Cançons en Total |
| Idioma                                 | N Cançons                     | % Cançons                     | N Cançons                  | % Cançons                  | N Cançons        | % Cançons        |
| -------------------------------------- | ----------------------------- | ----------------------------- | -------------------------- | -------------------------- | ---------------- | ---------------- |
| Anglès                                 | 205                           | 52,70%                        | 4                          | 8,90%                      | 209              | 48.15%           |
| Català                                 | 147                           | 37,78%                        | 31                         | 68,88%                     | 178              | 41.01%           |
| Castellà                               | 23                            | 5,95%                         | 6                          | 13,34%                     | 29               | 6.70%            |
| Francès                                | 3                             | 0,77%                         | ---                        | ---                        | 3                | 0,69%            |
| Italià                                 | 3                             | 0,77%                         | ---                        | ---                        | 3                | 0,69%            |
| Japonès                                | 1                             | 0,25%                         | ---                        | ---                        | 1                | 0,23%            |
| Català i Anglès                        | 3                             | 0,77%                         | 2                          | 4,44%                      | 5                | 1,15%            |
| Català i Castellà                      | ---                           | ---                           | 1                          | 2,22%                      | 1                | 0,23%            |
| Castellà i Anglès                      | 2                             | 0,51%                         | ---                        | ---                        | 2                | 0,46%            |
| Català , Castellà i Anglès             | ---                           | ---                           | 1                          | 2,22%                      | 1                | 0,23%            |
| Portuguès , Català , Castellà i Anglès | 1                             | 0,25%                         | ---                        | ---                        | 1                | 0,23%            |
| Castellà i Portuguès                   | 1                             | 0,25%                         | ---                        | ---                        | 1                | 0,23%            |
| Total                                  | 389                           | 100%                          | 45                         | 100%                       | 434              | 100%             |

## Recepció

### Audiències de la primera temporada (Eufòria 1)
La primera temporada tingué dos càstings inicials i tretze gales amb un programa resum dels millors moments després de la gala 4, durant Setmana Santa. A més, també hi hagué un programa resum dels millors moments i més tard dos programes, un sobre Eufòria i l'altre del concert.
| Episodi                   | Data original d'emissió | Espectadors | Quota de pantalla | Ref.                        |
| ------------------------- | ----------------------- | ----------- | ----------------- | --------------------------- |
| Els càstings              | 3 de març de 2022       | 250 000     | 13,6 %            | [ 32 ] [ 33 ] [ 34 ]        |
| La selecció final         | 10 de març de 2022      | 196 000     | 10,7 %            | [ 32 ] [ 35 ] [ 36 ] [ 37 ] |
| El camí cap a l'«Eufòria» | 15 d'abril de 2022      | -           | 11,6 %            | [ 32 ] [ 38 ]               |
| La millor eufòria         | 24 de juny de 2022      | 285 000     | 17,0 %            | [ 32 ] [ 39 ]               |
| Més enllà d'Eufòria       | 31 de desembre de 2022  | 214 000     | 10,3 %            | [ 40 ]                      |
| EUFÒRIA: El CONCERT       | 6 de gener de 2023      | 298 000     | 15,3 %            | [ 41 ] [ 42 ]               |

| Episodi                               | Data original d'emissió | Espectadors       | Quota de pantalla | Ref.                 |
| ------------------------------------- | ----------------------- | ----------------- | ----------------- | -------------------- |
| Gala 1                                | 18 de març de 2022      | 298 000           | 16,6 %            | [ 32 ] [ 43 ] [ 44 ] |
| Gala 2: La competició ja ha començat! | 25 de març de 2022      | 349 000 o 353 000 | 18,1 % o 18,3 %   | [ 32 ] [ 45 ] [ 46 ] |
| Gala 3                                | 1r d'abril de 2022      | 353 000 o 363 000 | 18,9 % o 19,5 %   | [ 32 ] [ 47 ] [ 48 ] |
| Gala 4                                | 8 d'abril de 2022       | 314 000 o 324 000 | 17,3 % o 17,8 %   | [ 32 ] [ 49 ] [ 50 ] |
| Gala 5                                | 22 d'abril de 2022      | 302 000 o 328 000 | 18,2 %            | [ 32 ] [ 51 ] [ 52 ] |
| Gala 6                                | 29 d'abril de 2022      | 316 000           | 18,5 %            | [ 32 ] [ 53 ]        |
| Gala 7 (especial repesca)             | 6 de maig de 2022       | 311 000           | 18,5 %            | [ 54 ] [ 55 ]        |
| Gala 8                                | 13 de maig de 2022      | 326 000           | 19,3 %            | [ 32 ] [ 56 ]        |
| Gala 9                                | 20 de maig de 2022      | 300 000           | 17,9 %            | [ 32 ] [ 57 ]        |
| Gala 10                               | 27 de maig de 2022      | 331 000           | 17,8 %            | [ 32 ] [ 53 ]        |
| Gala 11 (Primera semifinal)           | 3 de juny de 2022       | 326 000           | 20,8 %            | [ 32 ] [ 58 ]        |
| Gala 12 (Segona semifinal)            | 10 de juny de 2022      | 398 000           | 25,7 %            | [ 32 ] [ 59 ]        |
| Gala 13 (Gala final)                  | 17 de juny de 2022      | 472 000           | 29,7 %            | [ 32 ] [ 14 ]        |

### Audiències de la segona temporada (Eufòria 2)
La segona temporada tingué dos càstings inicials i tretze gales amb un programa resum dels millors moments després de la gala 4, durant Setmana Santa.
| Episodi                                             | Data original d'emissió | Espectadors | Quota de pantalla | Ref.                |
| --------------------------------------------------- | ----------------------- | ----------- | ----------------- | ------------------- |
| Eufòria, el càsting final: coneixem els concursants | 23 de febrer de 2023    | 191 000     | 12,8 %            | [ 3 ] [ 60 ] [ 61 ] |
| Eufòria, el càsting final: els últims escollits     | 2 de març de 2023       | 278 000     | 14,6 %            | [ 3 ] [ 60 ] [ 62 ] |
| Passió per «Eufòria»                                | 7 d'abril de 2023       | 158 000     | 9 %               | [ 63 ]              |
| Eufòria: el concert                                 | 6 de gener de 2024      | 157 000     | 9,1 %             | [ 64 ]              |

| Episodi                                   | Data original d'emissió | Espectadors | Quota de pantalla | Ref.                 |
| ----------------------------------------- | ----------------------- | ----------- | ----------------- | -------------------- |
| Gala 1: Torna l'eufòria!                  | 10 de març de 2023      | 381 000     | 22,4 %            | [ 60 ] [ 65 ]        |
| Gala 2: Arrenca la competició             | 17 de març de 2023      | 346 000     | 22,6 %            | [ 60 ] [ 66 ] [ 67 ] |
| Gala 3: Doble eliminació                  | 24 de març de 2023      | 368 000     | 21,3 %            | [ 60 ] [ 68 ] [ 69 ] |
| Gala 4: La competició d'endureix          | 31 de març de 2023      | 307 000     | 18,9 %            | [ 60 ] [ 70 ] [ 71 ] |
| Gala 5: Al revés                          | 14 d'abril de 2023      | 324 000     | 19,6 %            | [ 60 ] [ 72 ] [ 73 ] |
| Gala 6: Una sorpresa que ho canvia tot    | 21 d'abril de 2023      | 321 000     | 19,4 %            | [ 60 ] [ 74 ] [ 75 ] |
| Gala 7: La repesca                        | 28 d'abril de 2023      | 244 000     | 15,5 %            | [ 60 ] [ 76 ] [ 77 ] |
| Gala 8: 2 exeufòrics tornen a la carrera  | 5 de maig de 2023       | 229 000     | 14,4 %            | [ 60 ] [ 78 ] [ 79 ] |
| Gala 9: El públic decideix                | 12 de maig de 2023      | 336 000     | 19,8 %            | [ 60 ] [ 80 ] [ 81 ] |
| Gala 10: Camí a la semifinal              | 19 de maig de 2023      | 345 000     | 19,6 %            | [ 60 ] [ 82 ] [ 83 ] |
| Gala 11: Coneixem el 1r finalista         | 26 de maig de 2023      | 399 000     | 23,8 %            | [ 60 ] [ 84 ] [ 85 ] |
| Gala 12: El públic tria els 3 finalistes! | 2 de juny de 2023       | 347 000     | 20,6 %            | [ 60 ] [ 86 ] [ 87 ] |
| Gala 13: La gran final d'Eufòria 2!       | 9 de juny de 2023       | 410 000     | 26,2 %            | [ 60 ] [ 15 ] [ 88 ] |

### Audiències de la tercera temporada (Eufòria 3)
La tercera temporada d'Eufòria tindrà dos càstings inicials.
| Episodi                                | Data original d'emissió | Espectadors | Quota de pantalla | Ref.          |
| -------------------------------------- | ----------------------- | ----------- | ----------------- | ------------- |
| Eufòria: arrenca el càsting final      | 16 de febrer de 2024    | 163 000     | 9 %               | [ 89 ] [ 90 ] |
| Eufòria: coneixem tots els concursants | 23 de febrer de 2024    | 207 000     | 11,6 %            | [ 89 ] [ 91 ] |
| La millor d'"Eufòria"                  | 28 de març de 2024      |             |                   |               |

| Episodi                                         | Data original d'emissió | Espectadors | Quota de pantalla | Ref.   |
| ----------------------------------------------- | ----------------------- | ----------- | ----------------- | ------ |
| Gala 1: Arriba la 1a gala d'Eufòria 3!          | 1 de març de 2024       | 256 000     | 16,7 %            | [ 92 ] |
| Gala 2: Reivindicació El Dia de la Dona         | 8 de març de 2024       | 273.000     | 16,4%             | [ 93 ] |
| Gala 3: Arriba la 3a gala d'Eufòria!            | 15 de març de 2024      | 268.000     | 19,5%             | [ 93 ] |
| Gala 4: Al revés                                | 22 de març de 2024      | 180.000     | 12,8%             | [ 93 ] |
| Gala 5: Una 5a gala amb sorpreses i molt en joc | 5 d'abril de 2024       | 213.000     | 15,2%             | [ 93 ] |
| Gala 6: Les sorpreses no s'aturen!              | 12 d'abril de 2024      | 227.000     | 14,8%             | [ 93 ] |
| Gala 7: "Eufòria" promet emocions fortes        | 19 d'abril de 2024      | 212.000     | 14,3%             | [ 93 ] |
| Gala 8: En mans del public                      | 26 d'abril de 2024      | 228.000     | 14,9%             | [ 93 ] |
| Gala 9: Gala del relleu                         | 3 de maig de 2024       |             |                   |        |
| Gala 10: La gala dels espectadors               | 10 de maig de 2024      |             |                   |        |
| Gala 11: La primera semifinal                   | 17 de maig de 2024      |             |                   |        |
| Gala 12: La segona semifinal                    | 24 de maig de 2024      |             |                   |        |
| Gala 13: La gran Final d'"Eufòria"              | 31 de maig de 2024      |             |                   |        |

## Premis i reconeixements
- 2022: Nominació al premi Iris al millor programa[94]

## Demanda de Mainat i Cruz
El juliol de 2022, un cop va finalitzar la primera edició, els productors de televisió Josep Maria Mainat i Toni Cruz van fer pública una carta oberta en què lamentaven que s'hagués copiat el format d'Operación Triunfo, creat per ells fa més de vint anys amb la productora Gestmusic, i estudiaven la possibilitat de denunciar la productora Veranda TV. Concretament, van acusar en l'escrit que Eufòria havia reproduït «fil per randa l'experiència, les mecàniques, els elements del format, l'escenografia, els personatges i la terminologia del nostre xou, sense reconèixer la seva autoria i sense comptar amb el beneplàcit dels seus creadors originals».
Nou mesos després, el 27 de març de 2023, ja amb la segona edició iniciada, van presentar una demanda contra Veranda TV i la Corporació Catalana de Mitjans Audiovisuals. Aquell mateix dia, el director de Reset TV, Toni Cruz, va anunciar en una entrevista a RAC1 que, en cas de victòria, «Eufòria haurà de tancar la paradeta» i va considerar que «apropiar-se dels drets i la propietat intel·lectual d'un format i fer-lo canviant d'idioma és molt poc ètic». El 27 de març, la productora Veranda TV va contestar la demanda amb un escrit contundent afirmant «expressem la desagradable sorpresa, i amarga decepció, que ens provoca l'acusació rebuda» i que «ens sorprèn també per la virulència amb què està feta i, sobretot, per la improcedència dels arguments esgrimits», tenint en compte que l'any 2008, Cruz i Mainat, van ser saber distingir entre gènere i format quan «la distribuïdora del programa Got Talent va acusar Cruz i Mainat d'haver plagiat el format arran de l'estrena de Tú sí que vales». La demanda va ser desestimada per falta de proves, el 29 de juliol del 2024.

## Seqüela

### Segona temporada (Eufòria 2)
L'abril de 2022, en Sígfrid Gras, director en funcions de TV3, va anunciar que ja treballaven en una següent edició del programa. L'11 d'octubre, TV3 va obrir el càsting per a la nova edició amb un procés de presentació de candidatures es va obrir fins al 16 de novembre. El procediment parteix de l'enviament d'un formulari amb fotografies i tres vídeos de poca durada: un de presentació personal, un altre cantant en català i un tercer cantant en una altra llengua de lliure elecció. Un cop recollides les inscripcions, l'equip de càsting farà una tria de candidats i, aquests, presencialment, se sotmetran a la segona fase de selecció.
El novembre de 2022, el subdirector del programa, Enric Esteban, va escriure i publicar el llibre Eufòria. Perseguint un somni amb l'editorial Rosa dels vents, un recull d'històries dels concursants de la primera edició, que comprèn des de les motivacions personals que els van conduir al concurs de talents fins a llurs experiències al llarg del programa d'èxit. Durant els següents mesos, els concursants van signar el llibre als seus seguidors en diferents llibreries del territori.
Durant l'emissió del programa Eufòria Dance, la Marta Torné va anunciar que seria la presentadora d'Eufòria 2 i que per a aquesta edició van presentar-se 2 300 aspirants, el doble que l'edició passada. El 13 de febrer TV3 revelà que Eufòria 2 començava el 10 de març, amb dos càstings previs el 23 de febrer i el 2 de març per a conèixer els 16 concursants. Demés, el plató de la nova edició té una capacitat per a més de 250 persones de públic i l'hi han fet canvis per a aconseguir més espectacularitat en les actuacions. Les gales de la segona edició seran totes en directe i els espectadors hi podran votar en totes. TV3 també digué que emetria més contingut sobre el dia a dia dels concursants, de les localitzacions exteriors i dels assajos, a les gales. La finalitat és que els espectadors puguin conèixer millor els concursants i les relacions que tenen. Una altra novetat és la creació de l'Estudi Eufòria on els artistes assajaran per a preparar-se per a les gales.
El 9 de juny de 2023 s'emeté la darrera gala d'Eufòria 2 amb la Jim com a guanyadora. En aquesta gala final, hi havia un sobre que els presentadors, la Marta Torné i en Miki Núñez, obriren i contenia escrit un text que els deixà meravellats: «Eufòria 3». D'aquesta manera s'anuncià que aquest any hi hauria una tercera temporada d'aquest fenomen tan reeixit per a TV3.

### Tercera Temporada (Eufòria 3)
L'1 de juny de 2024, es va emetre l' última gala de la tercera temporada d'Eufòria, amb Lluís com a guanyador. Durant aquesta gala final, els presentadors Marta Torné i Miki Núñez van veure una pantalla amb un text que els va sorprendre: "L'eufória continuarà..". Així es va anunciar que hi haurà una quarta temporada d'aquest exitós fenomen per a TV3 en algun moment.

## Curiositats
Marta Tornè i Jordi Cubino, es van llançar amables indirectes durant tota l'edició cosa que va acabar per cristal·litzar en una bonica actuació que inicialment havia de tenir lloc a la final, però que finalment es va donar a la semifinal ja que la direcció del programa va mostrar un missatge a la pantalla. La cançó que els van donar, va ser "Eternal Love" en versió catalana, titulada "Amor Etern".